# Piper PA-32
Piper PA-32 Cherokee Six, Saratoga je šestsedežno enomotorno propelersko športno letalo ameriškega proizvajalca Piper Aircraft. V letih 1965−2007 so zgradili več kot 7842 letal. Letalo je kovinske konstrukcije, ima nizko kantilever krilo in fiksno (neuvlačljivo) pristajalno podvozje. Uporablja se za privatno letenje, zračni taksi, dostavo tovora, metanje padalcev in medicinsko evakuacijo.
PA-32 serija se je začela leta 1965 kot 250 konjski šestsedžni PA32-260 Cherokee Six. PA32 je baziran na štirisedežnem PA-28 Cherokee.
Originalni 260 KM motor je bil po mnenju pilotov prešibek, zato so uporabili 300 konjskega na modelu PA-32-300.
Verzija Piper Lance ima uvlačljivo pristajalno podvozje.
Na podlagi PA-32 so razvili dvomotornega Piper PA-34 Seneca.

## Tehnične specifikacije (1972 model PA-32-300)
- Posadka: 1
- Kapaciteta: 5 potnikov (opcijsko 6)
- Dolžina: 27,7 ft in (8,4 m)
- Razpon kril: 32,8 ft in (10,0 m)
- Višina: 7,9 ft in (2,4 m)
- Širina kabine: 49 in (1,24 m)
- višina kabine: 42 in (1,07 m)
- Površina krila: 174,5 ft2 (16,5 m2)
- Aeroprofil: NACA 65-415
- Prazna teža: 1788 lb (811 kg)
- Gros teža: 3400 lb (1542 kg)
- Motor: 1 × Lycoming IO-540-K1A5, 300 KM (225 kW)

- Maks. hitrost: 174 mph (280 km/h)
- Potovalna hitrost: 168 mph (272 km/h)
- Dolet: 840 milj (1361 km)
- Višina leta (servisna): 16250 ft (4950 m)
- Hitrost vzpenjanja: 1050 ft/min (5,3 m/s)